# Bladschede

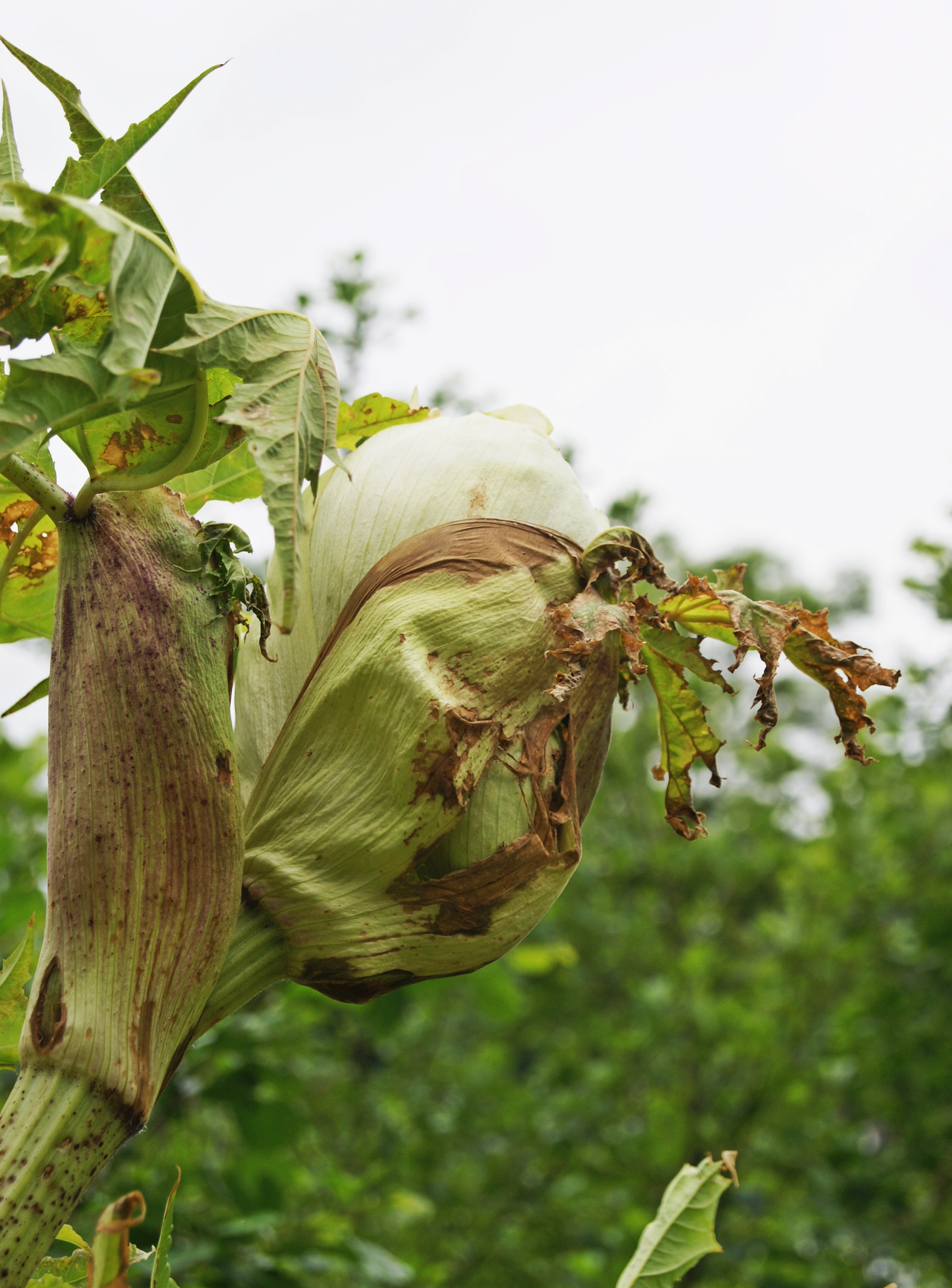
Bladscheden bij de reuzenberenklauw.

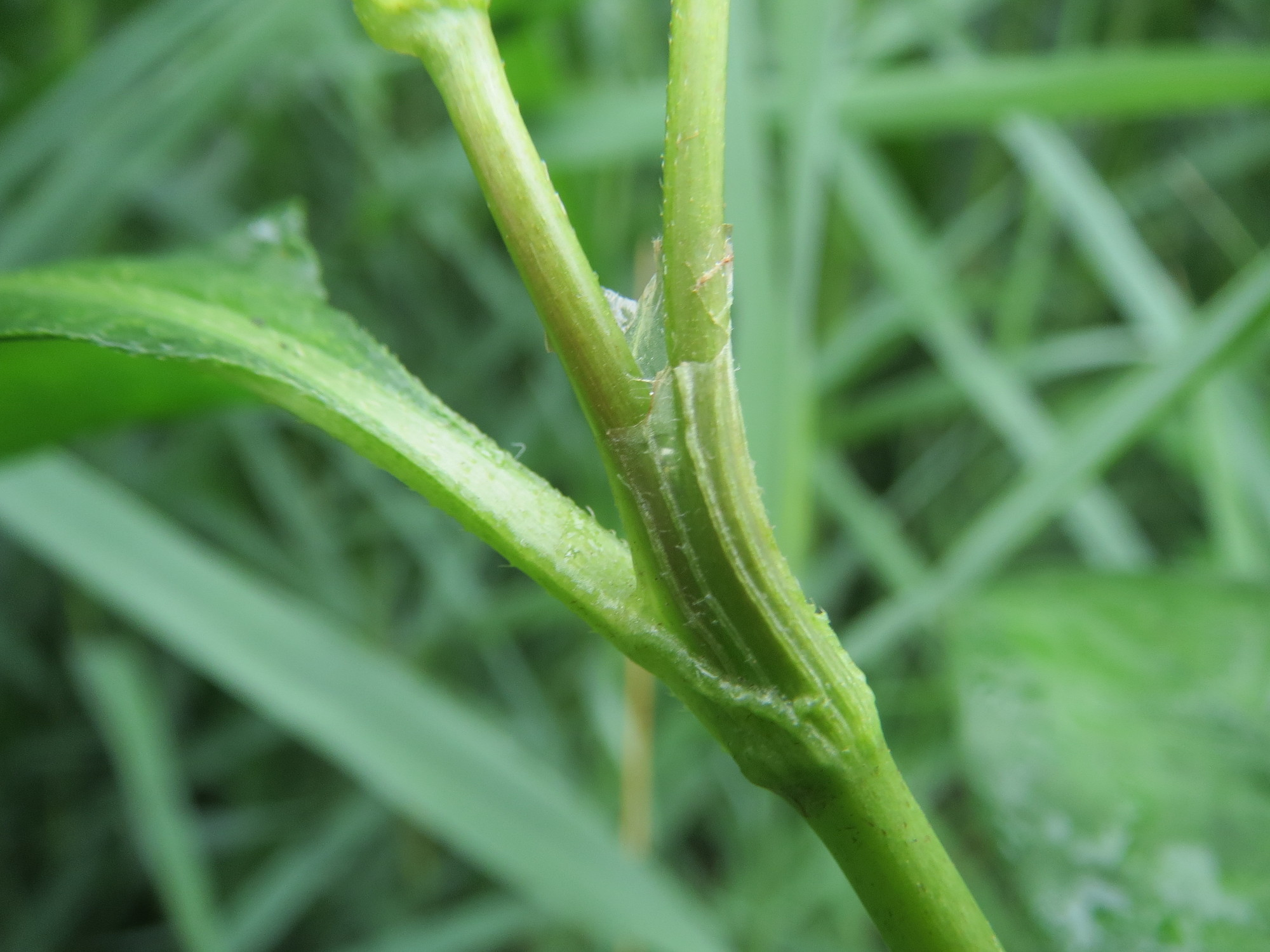
Tuitje (bladschede) bij beklierde duizendknoop.

De bladschede is het eerste deel van het blad dat een koker rond de stengel vormt. Naar boven toe wordt bij grassen de omsluiting van de stengel door de schede minder volledig; hier kan dan aan de randen van de schede vliesjes, tongetjes of oortjes, of haartjes zijn gevormd.

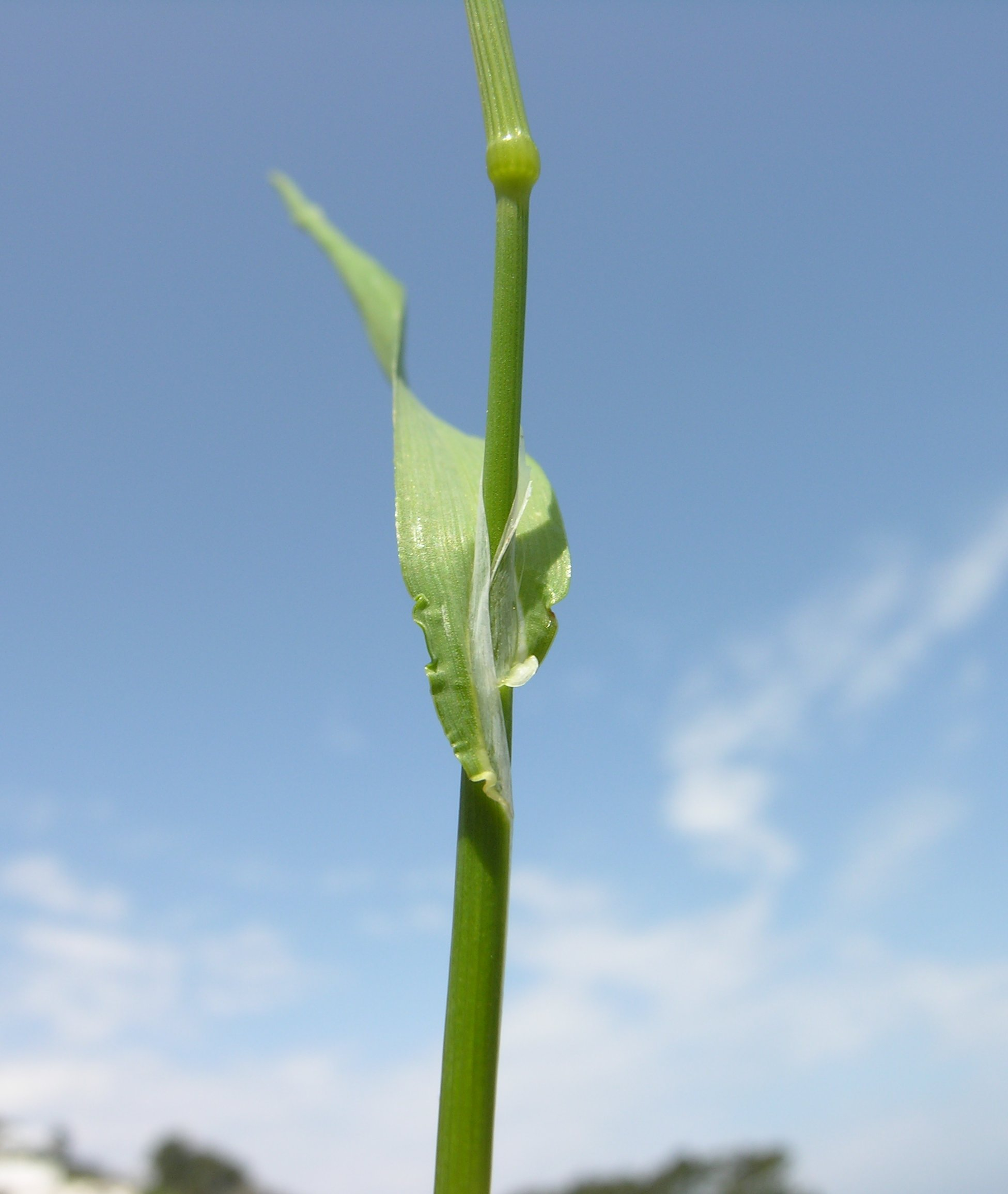
Vliezig tongetje bij blad van stekelkamgras
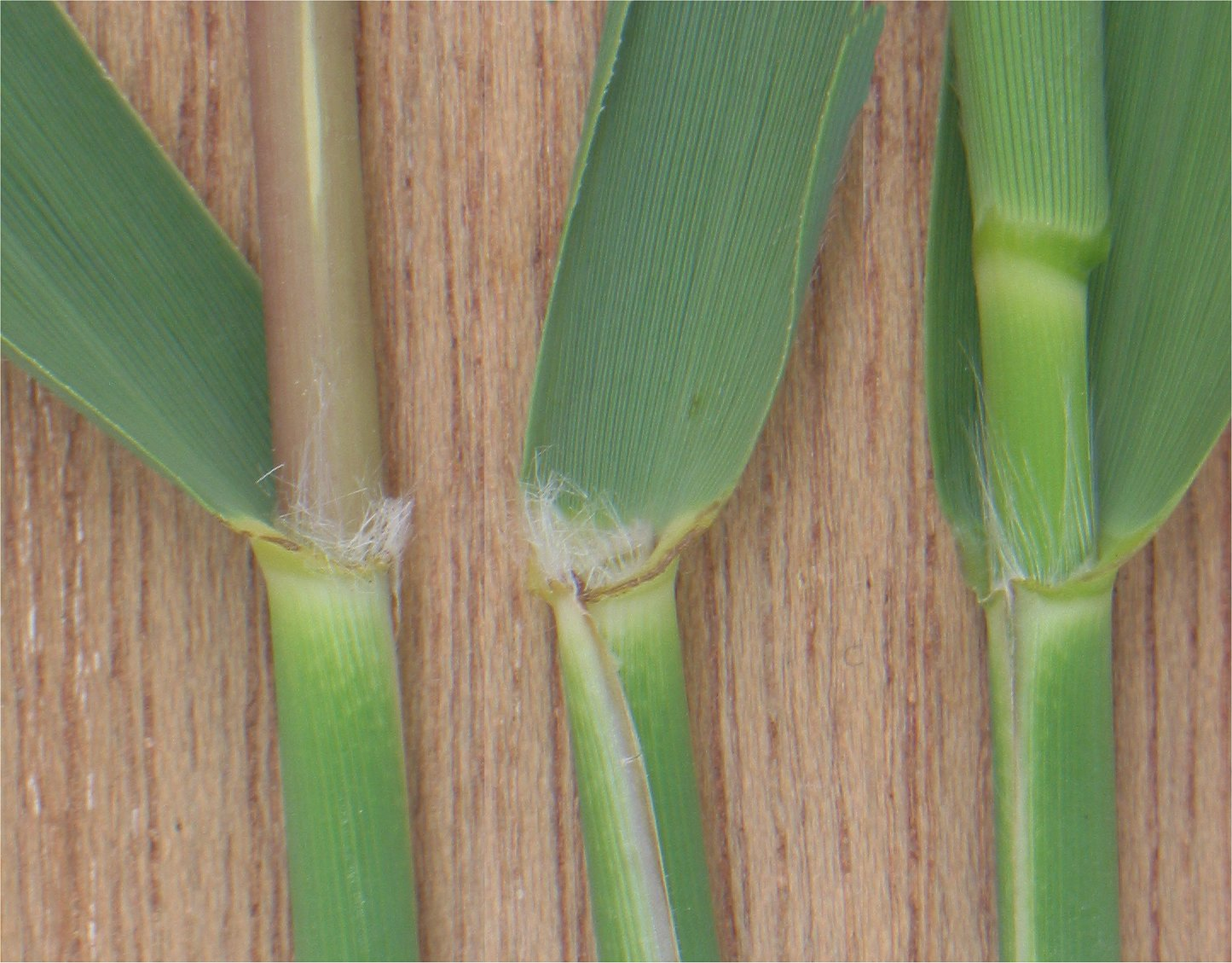
Haartjes op de overgang van bladschede naar bladschijf bij riet
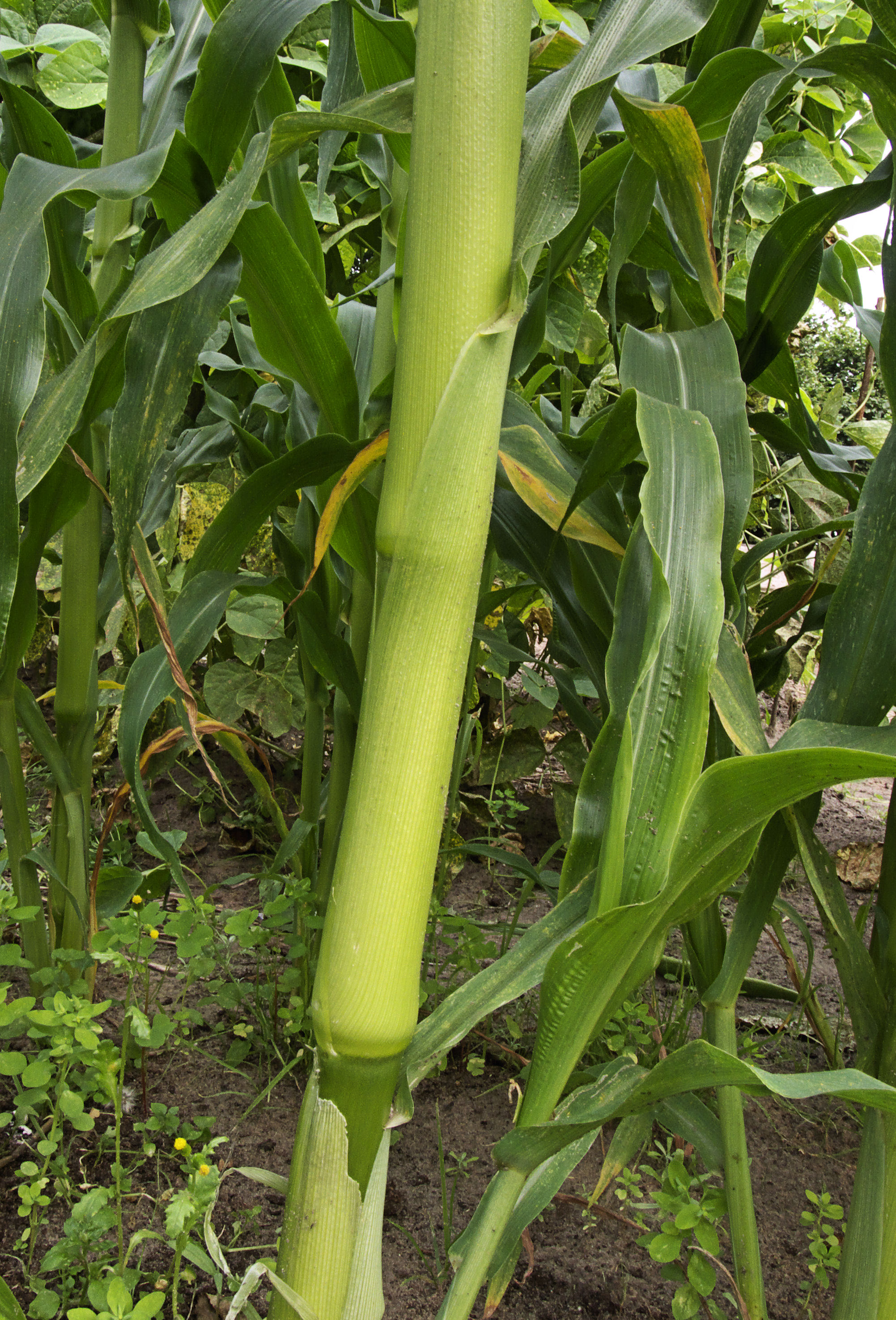
Suikermaisstengel met bladscheden
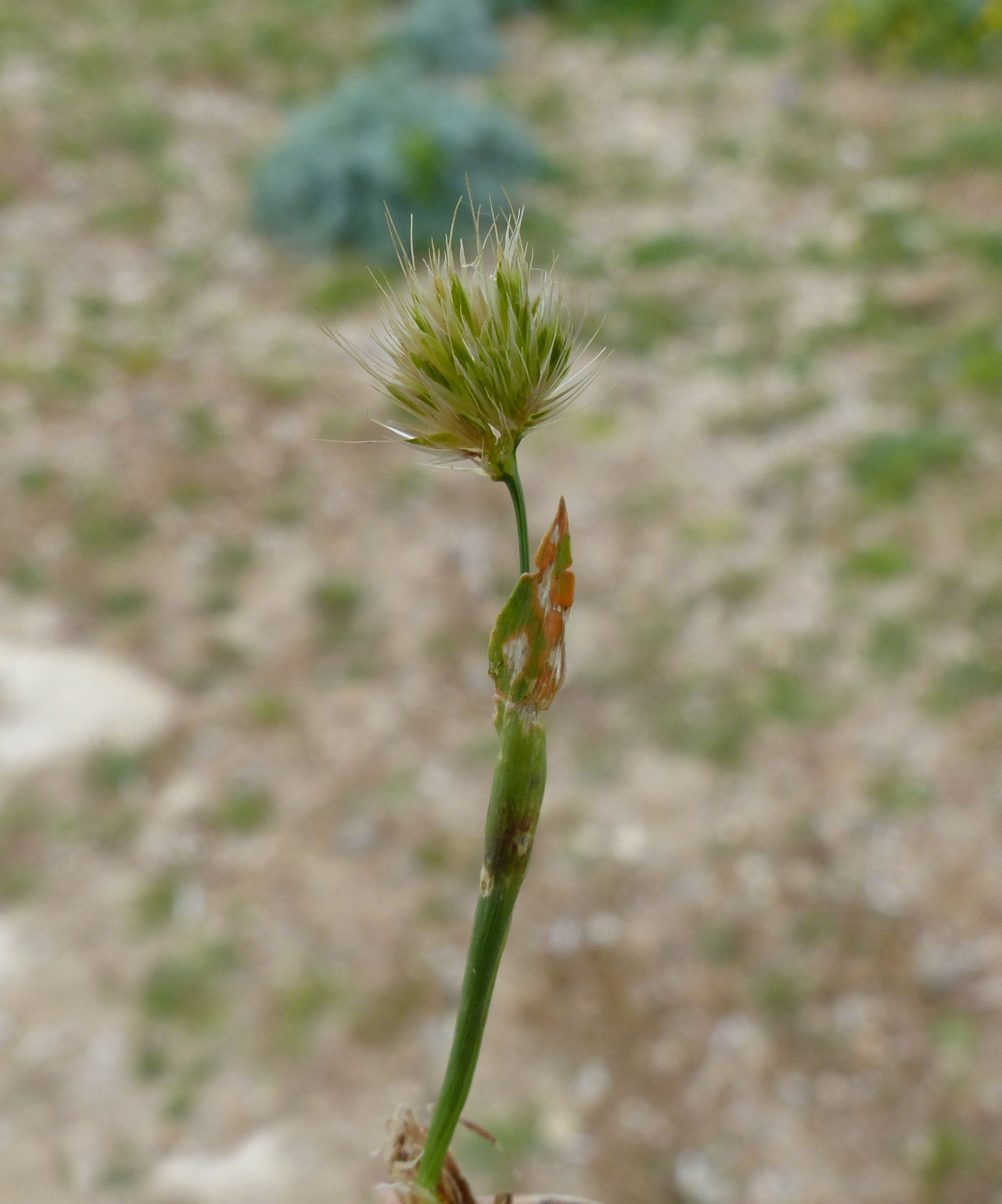
Opgeblazen bladschede bij stekelkamgras

Ook aan de bladen (eigenlijk: fylloïden) van de (haploïde) mossen kan soms een bladschede worden onderscheiden, die niet tot een koker vergroeid is en altijd aan een zijde open is. Deze bladschede is niet vergelijkbaar met die van de (diploïde) vaatplanten.
De aanwezigheid en vorm van de bladschede zijn een criterium bij het determineren van (vaat-)planten en mossen.